# زوران ميلينكوفيتش (سياسي)
زوران ميلينكوفيتش هو سياسي صربي، ولد في 26 سبتمبر 1956.